# Esport mundial a la dècada del 1970

## Any1970
- Copa del Món de Futbol a Mèxic: El Brasil de Pelé campió en vèncer a Itàlia a la final.

## Any1971
- Els Bristih & Irish Lions guanyen per primer cop els Alls Blacks, nom popular de l'equip nacional de rugbi de Nova Zelanda.
- La gira australiana dels Springboks, nom popular de l'equip de rugbi de Sud-àfrica, causa protestes a tot el país degut a la política d'apartheid d'aquest país.

## Any1972
- Jocs Olímpics d'estiu a Múnic i d'hivern a Sapporo, amb Mark Spitz com a gran heroi dels d'estiu i la nota negra de l'assassinat d'onze esportistes de la delegació d'Israel per l'escamot terrorista palestí Setembre Negre a la vila olímpica de Múnic.

## Any1974
- Copa del món de futbol a Alemanya: L'Alemanya de Franz Beckenbauer campiona en vèncer als Països Baixos a la final.
- Mític combat de boxa entre Muhammad Alí i George Foreman, a Kinshasa, capital de l'actual República Democràtica del Congo (llavors Zaire), combat conegut en anglès amb l'apel·latiu de The Rumble in the Jungle.

## Any1975
- Es disputa la primera copa del món de cricket.

## Any1976
- Jocs Olímpics d'estiu a Mont-real i d'hivern a Lake Placid, amb Nadia Comaneci com a gran heroïna dels d'estiu.

Boicot africà: Diversos països africans liderats per Tanzània, amb el seu president Julius Nyerere al capdavant, van demanar l'expulsió i no participació de Nova Zelanda als Jocs de Montreal. El motiu: un equip de rugbi d'aquest país havia realitzat una gira per Sud-àfrica, on llavors imperava l'apartheid. Tot i que el rugbi no era (ni és) esport olímpic, i Sud-àfrica no participava en uns Jocs (per sanció) des 1964, Tanzània es va quedar a casa en negar-se el COI a expulsar a Nova Zelanda, i 21 països africans més, recolzats per Iraq, el Líban i Guyana, van tornar a casa després de la cerimònia inaugural.

## Any1977
- Pelé juga el darrer partit de la seva carrera professional, en un amistós entre el New York Cosmos i el Santos FC, del (Brasil).

## Any1978
- Copa del món de futbol a l'Argentina: L'Argentina de Mario Kempes campiona en vèncer als Països Baixos a la final.

## Any1979
- Sugar Ray Leonard guanya el seu primer títol de campió del món de boxa.